# Jarsefolk
Jarsefolk är en folkmusikgrupp som består av Robert Järvström Rotter, altfiol och fiol, Sara Karlsson fiol och sång och Andreas Josefsson bouzouki, alla tre drygt 20 år gamla. Alla tre har varit med i Hälsinge låtverkstad, en kurs för lovande unga folkmusiker i Hälsingland. Gruppen vann publikens pris vid tävlingen Sveriges Spelmanslåt 2007 i Bergsjö och första pris vid tävlingen Unga folkmusikgrupper på Delsbostämman 2008. Delsbostämman var det året även riksspelmansstämma.
Som namnet antyder har de sin bas i Järvsö. Robert är även en av ledarna för Järvsö spelmanslag. De har de senaste åren varit flitigt anlitade vid olika evenemang i Hälsingland. De kända för sitt samspel av både traditionella låtar från Hälsingland och Småland och av nyskriven musik i folkmusiktradition. Jarsefolk svarade somrarna 2009-2010 för en stor del av musiken under  teaterföreställningarna Driver dagg, en annan historia på Skästrateatern och på Hälsinglands Träteater i Järvsö.
Gruppens första egna CD släpptes under våren 2011. De har tidigare medverkat på två andra CD, med musiken från teaterföreställningar på Hälsinge Träteater i Järvsö och en samlings-CD från Hälsinge Låtverkstad. 